# 白光のヴァルーシア
『白光のヴァルーシア〜What a beautiful hopes〜』（ひかりのヴァルーシア ホワット ア ビューティフル ホープス）は、2009年11月20日にライアーソフトから発売されたアダルトゲーム。
ライアーソフトの第26作であり、アラビアンスチームパンク・ファンタジーADV と銘打っている
。
企画原案・シナリオは桜井光。

## 作品概要
『白光のヴァルーシア - What a beautiful hopes -』はライアーソフトが過去に発表した『蒼天のセレナリア』、『赫炎のインガノック』『漆黒のシャルノス』と世界観を共有する作品である
。
また本作はライアーソフト初のフルボイス作品になっており、新たなる挑戦である。

## ストーリー
物語の舞台は惑星カダスの大辺境、砂漠都市ヴァルーシア。都市の人々は1000年の長きに渡り空覆う≪大天蓋≫によって空の美しさを知らずにいた。
しかし、2年前に都市の太守ハールートにより≪大天蓋≫は取り払われ、異邦の列強“北央帝国”との外交を開始した。
異邦からもたらされる文化や機関によって変わりつつある都市は発展と繁栄を享受するだけに思えたがその陰でうごめく者どもがいた。
ホラーを崇める“白き死の仮面の教団”、盟約に背きし“盗賊団”、異邦より遣わされた“碩学教会”。そして人々の不安を体現するかのように“アブホール”が現れる。
都市に希望と恐怖が混じる中、物語は幕を上げる。主人公となるのは大空に羽ばたくことを夢見る少年、仮面を纏うアデプトの青年、愛した者を待ち焦がれる踊り子、異邦より来たる姫、苦悩抱える太守、悔恨の情を取り戻した暗殺者、心揺れるアデプトの女性。主人公となる資格を放棄した盗賊王は雌伏の時を過ごし、神を呪う魔女は時計の針を進め、万能なる男は人々を見つめ続ける。そして今宵も歌姫の生み出す旋律に乗せ物語は紡がれていく。
これは白光の物語―

## 舞台
1906年の中頃。未知世界の都市の一つ、砂漠都市「ヴァルーシア」が舞台となる。約千年間、都市はドーム型の外壁と《大天蓋》に閉ざされていたが、既知世界と西享との交流を1904年に開始した。現在、未だ青空はあるものの、都市内部に灰色の煙を吹く機関区もあり、今後の発展次第では空が灰色に閉ざされることになる。
そして今、この都市を脅かすものはいくつもある。人を消滅させる不治の病“恐怖病”、ホラーを崇める“白き死の教団”、1906年初頭に現れた100フィートを超える巨大なもの、恐怖そのもの――“アブホール”――である。また、もう一つ。《盟約》を破る盗賊団らは、野心に満ちた自らの王に従い、太守ハールートの座を狙って動き始めるのだった。

## キャラクター

### 星座の登場人物
アスル
声：理多
カウスの星。ヴァルーシア人の少年で、物語の主人公となるべき存在。都市の“外”へ出る夢を叶えるため、働いて金を稼いでいる。
“ホラーもどき”という不思議な存在と意思疎通が図れる術を、亡くなった母から教わっている。
異邦人の皇女クセルと運命的な出会いを果たす。
クセルクセス・セルラ・ブリート
声：桜川未央
サンブルの星。物語の主人公となるべき存在。世界の半分を牛耳る“北央帝国”の皇女であり異邦人。
政治・外交的取引を目的とした、ヴァルーシア太守ハールートとの婚礼に深い悲しみを抱いている。
アナ
声：野月まひる
ジャウザーアの星。ヴァルーシア人のアデプト(熟達者)で、物語の主人公となる資格を有した人物。同じアデプトのカシムは弟にあたる。
《盟約》に従い、砂漠迷宮で異形の怪物“ホラー”と戦う日々を送る女剣士。アスルとの付き合いは長く、弟のように可愛がっている。
カシム
声：古河徹人
ジャウザーアの星。ヴァルーシア人のアデプト(熟達者)で、物語の主人公となる資格を有した人物。戦士でありながら理知的な好青年。
姉と共に砂漠迷宮へと赴き、そこで得た発掘機関をアスルの働く清掃工房へ引き渡している。異邦の学問に非常に興味を持っている。
肉体変異が起こる“恐怖病”を発症しており、既に右腕は義手。さらに、姉にも言えぬ秘密を抱えており苦悩している。
ナナイ
声：歌織
アクラブの星。ヴァルーシアの移動ハレムの踊り子で、物語の主人公となる資格を有した人物。盗賊王アルディーンの愛人。
かつてはアルディーンの傍にいたがアルディーンが地下に潜伏するにあたって過去を問われることのないハレムの女となった。
アルディーンを待ちわびつつも彼を待つことに疲れ切っており、“アブホール”に焦がれ、自分を消し去ってほしいと願っている。
ヤザタ
声：蘭丸
ダルワの星。元アデプト崩れの用心棒で、物語の主人公となる資格を有した人物。“白き死の仮面の教団”に育てられた暗殺者。
教団に命令されるまま何も感じることなく冷徹に暗殺を続けてきた彼だが“アブホール”を目にしたことで感情を取り戻した。
ハールート（ハールート・フラワウル・トライタウナ）
声：胸肩腎
サルターンの星。ヴァルーシアの現太守で、物語の主人公となる資格を有した人物。聡明にして清廉な人物。
都市の繁栄を願って≪大天蓋≫を開放し、異邦との外交を開始したものの、大機関から排出される排煙が人々から青空を奪いかねないことに加え、大機関を破壊するように“アブホール”が現れたことに自分の決断は正しかったのか苦悩している。
ヒルド・ロメ・ダルク
声：金田まひる
ハウトの星。碩学教会の重鎮の一人である≪鋼鉄姫≫その人。物語の主人公となる資格を捨てた人物。
人間のものではない赫眼の持ち主。かつては神のために戦い抜いた敬虔な人間だったが、死に瀕してなお神の救いがなかったため神を呪っている。
クセルに不吉な言葉を残しては去っていく。
レオ
声：滝沢アツヤ
ミーザーの星。異邦人であるとされるが、出自は謎。物語の外からあらゆる希望と絶望を見つめる人物。ジェントル・レオ。
碩学協会に名前のない碩学者で、アスルに機関技術を伝えた。ヴァルーシア国内に館を持つ、優雅に構える紳士然とした男。
召使いのリザからは遠慮のない言葉で罵られたりするが、特に意に介した様子も見せない飄々とした性格である。
その正体は十碩学の第六位、《万能王》レオナルド・ダ・ヴィンチ。あらゆる分野の学問に通じた碩学のイコンであり、《万能（ウニヴェルサーレ）》の異名を持つ。《三世の書》の所有者であり、《緑色秘本》と《赤色秘本》の双方を目にした唯一の人物。
実に2000年近くを生きる不老の人物であり、レオナルド・ダ・ヴィンチの名も彼のいくつかある名前の一つに過ぎない。その長い生のうちに人類という種には価値がないという結論に至ってしまい、それを否定するために人間個人の価値を探し求めている。そしてその命題の答えは願いの果てにあると考え、人々の願いを叶えるための手助けをしている。
アブホールを弑する《巨神》の製作者。碩学協会の手引きによって度々現れるアブホールを《巨神》を用いて消滅させていたが、シャルルによって《白き死の仮面》を埋め込まれ、ホラーが持つ恐怖の根源にある願いを知った彼は、その願いを叶えるべくすべてのホラーを取り込み空を覆い尽くす《ホラーエンド》に変容する。そして恐怖をもたらす全てのものを消却しようとするが、アスルとクセルが示してみせた答えによって「人の情念」を思い出し、命題の答えを見出した彼はホラーエンドを消滅させた。
リザ
声：かわしまりの
ハマルの星。リザ・フォース。異邦人であるとされるが、出自は謎。レオの召使いで、主人と共に都市を観察し続ける女。
常に無表情で何を考えているのか分からない。冷淡な性格だがそこをつかれると怒る。召使であるのに、レオに向ける言葉には遠慮が無い。

### 砂漠都市の住人
ルナ
声：かわしまりの
盲目の歌姫。物語を紡ぎだすことを定められた人物で、かつてハールートと愛を契ったが身分違いの二人は盟約によって引き離され現在は塔に幽閉されている。
カイ
声：草村ケイ
アスルの務める清掃屋のおかみさん。おおらかな性格で突然現れたクセルにも嫌な顔一つせず対応する。
クバード
声：胸肩腎
アスルの務める清掃屋の親方。頑固な職人気質で工房にこもりめったに人前に姿を現さない。
ミミル
声：高槻つばさ
アスルの務める清掃屋近くの料理店で働く少女。下半身が蛇の特徴を持つ異形種。実は恐怖病に罹っており余命わずか。
ルク
声：柚李
アスルの友人。鳥のような人であるパルデスの子供。
ズィレ
声：杉原茉莉
アスルの友人。裕福な家の子供でアスルを貧乏人と呼び小ばかにしている。
ロスタ
声：愛原瑞生
都市の噴水を管理する一族の子供。ハミーネとは双子の兄。礼儀正しくハミーネに対してもお兄ちゃんぶろうとする。
ハミーネ
声：柚木サチ
都市の噴水を管理する一族の子供。ロスタとは双子の妹。ハミーネのほうが背が高い。
ダラム
声：滝沢アツヤ
アスルの顔なじみ。表向きは貴族の御用商人として通っているが裏で情報屋を営んでおりアルディーンの腹心と言える存在。
ムート
声：富樫ケイ
ナナイが偶然出会った異形種の少女。将来を約束し合った相手が失踪してしまい、ナナイの助けを借りながら行方を追う。
ジェミマ
声：柚李
ハレムで働く踊り子。猫のような特徴を備えたひと。ナナイの同僚で屈託のない性格。
トト
声：桜川未央
アスルたちの友人。赤い頭巾をかぶり暗くなる時間帯にしか姿を現さない。ミミルやアルディーン、ヤザタの前に現れ不吉な言葉を残し去っていく。

### 都市の暗がりに潜む者
アルディーン
声：越雪光
盟約を破ったはぐれ者の集団である盗賊団の首領で、物語の主人公となる資格を捨てた人物。かつては《英雄》の称号を得るほどのアデプトだった。
野心にあふれた男であり、自らが王となる機会を伺い現在は雌伏の時を過ごしている。
シャルル
声：胸肩腎
シャルル・ヴィクトール・エクレール。碩学協会の重鎮の一人である《機械卿》その人。
人間のものではない赫眼の持ち主。憤怒と怨嗟によってその機械の身を動かしており、狂える心は、あらゆる恐怖を感じない。
一人で森林都市を焼き払うほどの火力をただ一つの機械の身に備えているが、物語序盤では修理中のため、第二のアブホールを呼び起こす暗躍の時まで
機関区の碩学協会の秘所にて休息している。
ザハカ・アシュディハカ
声：Yakumo
“白き死の仮面の教団”の教主。白い仮面で顔を覆った男。“ホラー”を操ることができ、恐怖病罹患者を媒介に“アブホール”を呼び寄せる。
自分たちこそ真なる“砂漠の盟約”の体現者であると嘯く。

### アデプト／迷宮関係者
ザール
声：小次狼
アナとカシムの幼馴染であり、アデプト（熟達者）の青年。常に笑顔を絶やすことがないが恐怖病により顔半分と右腕が義肢となっている。
ラクシュ
声：杉原茉莉
カシムやアナと顔見知りのアデプト。しなやかな肢体が持ち味で流行の店などにも詳しい。
長老(老貝さま)
声：胸肩腎
迷宮の入り口にある集落の長。貝のような特徴を持つ人であり、夢見と呼ばれる予言の力を持つ。その力で訪れるアデプトたちに注意を促す。
リルー
声：柚木サチ
迷宮の入り口にある集落の娘。気立てのよい性格で訪れるアデプトたちの世話をしている。
ランドルフ
声：滝沢アツヤ
『赫炎のインガノック』より登場。ホラーひしめく迷宮に穴を掘り、作り上げた酒場のマスターとしてやってきたアデプトたちに酒や料理をふるまっている。何故か酒場にはホラーたちも寄り付かずアデプトたちには重宝されている。意味不明な言動はややなりを潜めたものの、やはり狂っているらしい。

### 都市の外
カルベルティ・アステア
声：古河徹人
『蒼天のセレナリア』より登場。北央帝国の皇帝血族であり、クセルを助けるためやってきた。蒼天のセレナリア時点より物腰は落ち着いているが言葉足らずなのは相変わらず。
女王蟲
声：高井戸雫
砂漠に巣くう怪物《砂蟲》の女王。悠久の時を過ごしたことでふるきものとなった。砂漠大陸で最も夢見に長けた存在で予言を求めるアスルとクセルを迎え入れる。
ファルハード
声：滝沢アツヤ
女王蟲を守る《砂蟲》の武官。実は恐怖病に罹っておりアブホールに取りつかれている。10年前アルマ達を死なせてしまい、自分を止める者たちがいなくなったことを恐怖している。

### 雑伎団の人々
雑伎団団長
声：Yakumo
エヨカン
声：柚李
セベク老
声：越雪光
ビモモ＝ス
声：蘭丸
マニージュ
声：榛名れん

### 故人
アルマ
声：越雪光
アスルの父親。名うてのアデプトでありホラーの正体に気付いていた。10年前、ホラーたちを止めるために立ち上がるも死亡した。
イーシャ
声：榛名れん
アスルの母親。アスルに“ホラーもどき”を生み出すすべを教える。元アデプトで引退した後は清掃屋になるが恐怖病が原因で数年前に死亡した。
ミト
声：高井戸雫

## 用語集

### 地名
未知世界（大辺境）
惑星カダスにおける“青い空”の領域。蒸気文明が普及しておらず空は未だ機関の排煙に汚されていない。様々な姿の“人”が“盟約”と呼ばれる掟を守り、互いに尊びながら暮らしている。
砂漠大陸
大辺境の無名大陸とレン大陸の南部に位置する大陸。その名の通り大陸の殆どが砂漠である。
砂漠都市ヴァルーシア
物語の舞台となる都市。1000年前、狂王と呼ばれる当時の太守マールートが《大天蓋》と呼ばれる覆いによって空を覆い、それ以降アデプト（熟達者）以外のすべての外に出ることを“砂漠の盟約”で禁じ、外との交流をたっていたが、2年前に太守ハールートが異邦の北央帝国との交流を持ったことをきっかけに《大天蓋》を解放し外からやってくる“人”を受け入れ始める。現在は北央帝国の協力のもと機関都市化計画を進めている。

既知世界（文明圏）
惑星カダスにおける“灰色の空”の領域。蒸気文明が発展しているが機関の排煙によって空が汚され青空を失ってしまった。
北央大陸
カダス既知世界における大陸のひとつ。かつては様々な国家が存在していたが北央帝国の領土拡大政策によって大陸の9割が北央帝国の物となっている。
北央帝国
既知世界にある世界最大の軍事強国。他の国に先駆けて機動要塞を配備するなど軍事技術は他国の一歩先を行っており、権力を握る皇族は領土拡大の野心を持っている。
ハセグ=クラ王国群
北央大陸の北央帝国の領土でない9％を領土とする都市国家群。北央帝国や王侯連合といった大国の間で立ち回ることで存続を図っている。この中心国家のブリート王国はクセルクセスの故郷である。

### 用語
アデプト（熟達者）
ホラーひしめく迷宮に潜り発掘機関を都市へと持ち帰る戦士たち。ふるきものに祝福されており物理的な干渉を無効化するホラーたちを倒すことができる。“砂漠の盟約”を守る人々からは尊ばれており、都市の治安維持にも貢献している。2年前より異境から来た碩学協会に管理されている。
ホラー
迷宮に存在する怪物。人型や獣型など様々な種類が存在し、打倒し得るのはふるきものたちから加護を受けたアデプトのみ。
発掘機関
迷宮に存在する古代文明の遺産。アデプトによって持ち帰られた発掘機関は専門の清掃屋の手によって機能を取り戻す。機能は様々であるが原理としては異邦よりもたらされた機関と大差ない。《大天蓋》の解放以前は発掘機関によって都市の営みは維持されていた。
恐怖病
ヴァルーシアに蔓延する病。第一段階では記憶があいまいになり、第二段階では体の一部もしくは全てが消失してしまい、やがて死に至る。罹患者はアデプトが多いことからホラーとの関連がささやかれているが詳しいことはわかっていない。
白き死の仮面の教団（ホラー教団）
ヴァルーシアの歴史の陰で暗躍してきた謎の組織。アブホールを信仰しており、ホラーを制御する術を持つ。“砂漠の盟約”を破った者を狙い、時の太守まで暗殺せしめたという噂すらある。
碩学協会
異邦より遣わされた碩学（科学者）を統括する組織。その正体はこの世全ての叡智を集めるべく活動している秘密結社《西インド会社》。都市がすすめる機関都市化計画をサポートしているが、その陰でとある実験を行おうと画策している。
アブホール
半年前より都市に現れる巨大なホラー。赫い月を伴って現れる。大機関を破壊しクセルを狙うなど機関都市化計画を阻むような行動をとっている。
巨神
アブホールを追うようにして現れる巨大な鋼鉄機械。中には誰かが乗っているようでアブホールを破壊しては去っていく。
砂漠の盟約
ヴァルーシア人が守る掟。変化しつつある都市の中でもその影響力は失っておらず都市の人を縛り付けているが、現在の盟約は1000年前の太守マールートが歪めたものだとも言われている。
ふるきもの
盟約により尊ばれる存在。世界に満ちるあたたかなもので異邦の言葉だと精霊や自然霊などと呼ばれる。

## スタッフ
- 企画原案・シナリオ:桜井光
- 原画・キャラクターデザイン:大石竜子
- BGM:Blueberry&Yogurt/マッツミュージックスタジオ
- 主題歌『Tistrya』
作詞・歌：Rita/作・編曲：Blueberry&Yogurt
- エンディング曲『Achernar』
作詞・歌：Rita/作・編曲：Blueberry&Yogurt

## ウェブノベル
ライアーソフト公式ホームページより本編の後日談となる『After the Valusia』が無料で公開されている。先に書いた通り後日談なので本編をプレイし終わった読むのが望ましい（加えて言うならシリーズ他作品も読むことで理解がはかどる）。